# 立川知方
立川 知方（たてかわ ともかた、1825年4月19日（文政8年3月2日）  - 1894年（明治27年）3月6日）は、幕末から明治に活躍した日本の建築技師。幕末・明治初期の洋風建築技術を体得する。工部省の代表的建築技術者として、皇居造営などに参画した。

## 略歴
1825年（文政8年) 東京に生まれ。立川流規矩術を受け継ぐ匠家に生まれる。
慶応元年（1865年）から明治3年（1870年）まで横須賀製鉄所建設に従事。1871年（明治4年）に東京府営繕掛。翌年、大蔵省土木小属。1874年（明治7年）に工部省製作寮に入る。1877年（明治10年）寮制廃止後、営繕局技師となる。また1879年（明治12年）には開工舎を設立、匠家規矩術を教える。1880年（明治13年）に宮殿御造営御用。1882年（明治15年）、皇居御造営事務局御用掛専務となり、旧宮内省庁舎（1888年）の工事を担当。
1883年（明治16年）に建築学校設置開申を提出、日本建築学校開工含となる(1885年廃校)。
その後ロンドン万国衛生及教育博覧会に大和樣匠家矩術図書を出品。
1884年（明治17年）と1888年（明治21年）に皇居御造営残務取扱専務。1893年（明治26年）まで内匠寮技師として、高輪御殿（1892年竣工）の工事などを担当した。
立川については、村松貞次郎が「立川知方・石川正員」『日本近代建藁史ノート』（世界盡院 1965年）で記載があり、なかなか機敏な性格で、しかもかなりうるさがただったとしている。1879年（明治12年）皇居を新たに造営することが発表されたが、その建築構造について，耐火・耐久の点から石造（煉瓦造をふくむ） をよしとする意見と、耐震の見地から木造を主張する意見とが対立し、当時工部省四等技手であった立川は、ながい経験によるわが国の木造建築のほうが石造より優れていることを上申、それによると、工匠としての彼の自負と経験の一端をうかがうことができるという。この皇居造営は、結局、奥向御殿は木造純和様、表御殿は木造和洋折衷、宮内省庁合は煉瓦滋と決定し、皮肉なことに立川は煉凡造の宮内省庁舎の施工指導を担当することになったという。その仕事を処理できるだけの実力も認められていたためであるが、以後、宮内省内匠寮にあって活躍。1892年（明治25年）竣工の高輪御所の工事も担当。
1882年（明治15年）に竣工した上野博物館（煉瓦造)はジョサイア・コンドルの作品としても代表的なものであるが、立川はこの現場主任を勤めていた。工事中途において暴風雨に製われ、屋根板が飛散してしまった。彼はただちに小田原に電報を打ち屋根職を呼び集め、即時にして吹替えを完了した。当時東京の屋根職が風害に使乗して値上げすることを考慮したからといわれ、その敏腕がうたわれた。建設工事施工に関しては当代第一の評があったらしい。
1894年（明治27年）3月6日逝去。

## 主な作品
- 横須賀製鉄所（1870年）
- 紙幣寮（1875年）
- 銀座煉瓦街（1875年）
- 上野博物館（1882年）
- 皇居宮内庁舎（1887年）
- 近衛局本衛（1887年）
- 高輪御殿（1892年）
- 沼津御用邸（1893年）

## 著書
- 立川流匠家矩術倭絵様集 立川知方 編 (立川通雄, 1895)
- 洋館建築設計書々式 立川知方 編 (開工舎, 1894)